# Uffikon
Uffikon é uma comuna da Suíça, no Cantão Lucerna, com cerca de 680 habitantes. Estende-se por uma área de 5,23 km², de densidade populacional de 130 hab/km². Confina com as seguintes comunas: Buchs, Dagmersellen, Winikon.
A língua oficial nesta comuna é o Alemão.